# Rée
Rée er en jødisk slægt, der 1727 indvandrede til Fredericia med Isac Philip Rée (død 1747) fra Hamborg, hvor hans forfædre var kendte købmænd i det 17. århundrede og regnedes til de ældste jødiske familier. Blandt sønnesønnerne af den danske grens stamfader var handelsmand i Fredericia Philip Hartvig Rée (1744-1799), hvis ene søn, Hartvig Philip Rée (1778-1859), der blev gift med sin kusine Thamar (Therese) Rée (ca. 1783-1850), var fader til bladredaktør og politiker Bernhard Philip Rée (1813-1868), til handelsmanden Julius Rée (1817-1874), hvis søn var kreditforeningsdirektør Eduard Philip Rée (1856-1918), og til pianist Anton Hartvig Rée (1820-1886) samt til Frederikke Rée (1814-1889), som i sit ægteskab med handelsmand og fabrikant i Aalborg Søren Levinsen (1817-1882) blev moder til sognepræst i Helsingør Henrik Isidor Levinsen (1848-1909).
En anden søn, købmand i Aalborg Simon Philip Rée (1784-1814), var ved sin datter Eva (Emma) (1812-1882) morfader til brødrene, pianist (Seligmann) Fritz Hartvigson (1841-1919) og pianist, professor Anton Hartvigson (1845-1911). En tredje søn, købmand Isac Philip Rée (1790-1845), som boede i Randers, senere i Hamborg, var farfader til ingeniør, rosportstekniker Herman Rée (1872-1945), hvis søsterdatter, Gerda Sara Johanne Hirsch (1878-1966), var gift med overretssagfører Otto Michael Bing (1874-1951). Den fjerde søn, bogtrykker i Aalborg Nathan Philip Rée (1795-1834), havde datteren Caroline Johanne (1832-1888), som var gift med sognepræst Lorents Johannes Levinsen (1821-1905) og bl.a. havde sønnerne præsten Johannes Levinsen (1853-1884) og kontorchef i Krigsministeriet, oberst Anton Levinsen (1859-1920).
En anden af stamfaderens sønnesønner var købmand i Fredericia Levin Hartvig Rée (ca. 1759-1835), hvis søn, grosserer Herman Ludvig Rée (1790-1853), i sit ægteskab med Marie von Halle (1789-1845) bl.a. havde sønnen rådmand Ferdinand Theodor Rée (1820-1879), fader til højesteretssagfører Gerhard Müller Rée (1858-1931), hvis søn var teaterarkitekt i Hollywood Max Emil Rée (1889-), og døtrene Fanny Caroline Elisabeth (1814-1843), moder til Louise Mogensine Ibsen, som blev gift med redaktør og politiker Carl Steen Andersen Bille, Johanne Christiane, der blev gift med kreditforeningsdirektør Christian Ludvig August Herforth, og Louise Petræa Cecilie (1825-1898), som i sit ægteskab med grosserer Vilhelm Christian Emil Thielsen (1821-1884) blev moder til bl.a. frihavnsdirektør Evald Thielsen (1851-1916) og til Fanny Thielsen (1853-1919), der blev gift med ejer af Den kgl. Porcelainsfabrik Gustav Adolf Falck (1833-1892).

## Uklart tilhørsforhold
Olga Rée (1869–1915) og Jens Peder Stensmark (Jensen) (1864–1943) var forældre til fiskeriminister Knud Rée (1895-1972), som var fader til Eva (1920-2009) og Kirsten Ree.
Vekselerer Ivar Müller Rée (1867-1948) var gift med Dagmar Amalie Ingeborg Albeck (1874-1956) og fader til cand.polit. Dorrit Rée (1898-1949), gift med professor Carl Iversen, og til billedhugger Helen Schou (1905-2006), gift med direktør Holger Høiriis Schou.
Christian Ree var fader til erhvervsmanden Karsten Ree (født 1945).